# Восточный административный округ
Восточный административный округ — один из 12 административных округов города Москвы. Включает в себя 16 районов. До 1 июля 2012 года являлся самым крупным по территории и вторым по численности округом Москвы и занимал 14,3 % (ныне — 6 %) территории города. Код ОКАТО — 45 263 000 000.
Здесь проживает 1 508 678 чел. (2024), однако плотность населения значительно ниже, чем в среднем по городу.
На территории округа расположены станции Сокольнической, Арбатско-Покровской, Калининской, Большой кольцевой и Некрасовской линий метро, а также частично станция «Выхино».

## История
Территория, которую сегодня занимает Восточный административный округ, издавна полюбилась российским государям как место охоты и отдыха. В конце XVII века здесь построил свой дворец царь Алексей Михайлович, любивший соколиную охоту. А настоящую славу этим местам принёс его сын, Пётр I, который стал собирать здесь Потешные войска — прообраз регулярной Российской армии.

## Власть
Территориальным органом исполнительной власти административного округа является префектура. Глава префектуры — префект Восточного округа Москвы (в ранге министра Правительства Москвы до 2010 года, при мэре Юрии Лужкове). В феврале 1994 года был избит до смерти заместитель префекта Восточного округа Москвы Александр Алешин, отвечавший за экономику, предпринимательство и жилищные вопросы.
Здание префектуры расположено на территории района и муниципального образования Преображенское (Преображенская площадь, д.9).
С 29 сентября 2010 года после отставки мэра Москвы Юрия Лужкова временно исполняющим обязанности префекта Восточного округа стал Н. Н. Евтихиев, бывший до этого префектом. 3 ноября в прессе появилась информация о подписании новым мэром Сергеем Собяниным приказа о назначении Евтихиева исполняющим обязанности префекта. А уже 5 ноября появились сообщения о том, что новым префектом Восточного округа был назначен бывший первый заместитель префекта ВАО Н. В. Ломакин. 12 апреля 2013 года Ломакин был переведён на должность советника мэра Москвы, а префектом Восточного округа был назначен В. А. Тимофеев. 2 октября 2018 года на должность префекта ВАО назначен Н. В. Алешин.

## Население
| 2002       | 2009       | 2010       | 2011       | 2012       | 2013       | 2014       | 2015       | 2016       |
| ---------- | ---------- | ---------- | ---------- | ---------- | ---------- | ---------- | ---------- | ---------- |
| 1 381 797  | ↗1 397 663 | ↗1 452 759 | ↗1 457 339 | ↗1 467 582 | ↗1 477 611 | ↗1 489 765 | ↗1 495 835 | ↗1 505 801 |
| 2017       | 2018       | 2019       | 2020       | 2021       | 2023       | 2024       |            |            |
| ↗1 507 198 | ↗1 515 942 | ↗1 523 420 | ↗1 527 316 | ↘1 512 946 | ↘1 509 702 | ↘1 508 678 |            |            |

### Национальный состав
По итогам переписи населения 2020 года проживали следующие национальности (национальности менее 0,1 % и другое, см. в сноске к строке «Другие»):
| Национальность | Численность, чел. | Доля     |
| -------------- | ----------------- | -------- |
| Русские        | 1 085 276         | 71,73 %  |
| Татары         | 10 182            | 0,67 %   |
| Армяне         | 7077              | 0,47 %   |
| Украинцы       | 6258              | 0,41 %   |
| Азербайджанцы  | 3939              | 0,26 %   |
| Узбеки         | 3623              | 0,24 %   |
| Таджики        | 2770              | 0,18 %   |
| Евреи          | 2680              | 0,18 %   |
| Грузины        | 2578              | 0,17 %   |
| Киргизы        | 2185              | 0,14 %   |
| Белорусы       | 1635              | 0,11 %   |
| Другие         | 384 743           | 25,44 %  |
| Итого          | 1 512 946         | 100,00 % |

## СМИ
С января 2013 года издаётся еженедельная бесплатная газета «Восточный округ», посвящённая в основном различным событиям в жизни округа.

## Районы
| №  | Название района     | Соответствующий муниципальный округ | Площадь, га | Население (на 01.01.2020), чел. | Плотность населения (на 01.01.2020), чел. / км² | Площадь жилого фонда (на 01.01.2008), тыс. м² |
| -- | ------------------- | ----------------------------------- | ----------- | ------------------------------- | ----------------------------------------------- | --------------------------------------------- |
| 1  | Богородское         | Богородское                         | 865         | ↘107 571                        | 12435.95                                        | 1614                                          |
| 2  | Вешняки             | Вешняки                             | 1067        | ↘119 585                        | 11207.59                                        | 1989                                          |
| 3  | Восточное Измайлово | Восточное Измайлово                 | 385         | ↘73 857                         | 19183.64                                        | 1230                                          |
| 4  | Восточный           | Восточный                           | 320         | ↘12 454                         | 3891.88                                         | 217                                           |
| 5  | Гольяново           | Гольяново                           | 1499        | ↘164 715                        | 10988.33                                        | 2732                                          |
| 6  | Ивановское          | Ивановское                          | 1017        | ↗125 062                        | 12297.15                                        | 2074                                          |
| 7  | Измайлово           | Измайлово                           | 1524        | ↗108 666                        | 7130.31                                         | 2038                                          |
| 8  | Косино-Ухтомский    | Косино-Ухтомский                    | 1506        | ↗89 438                         | 5938.78                                         | 1457                                          |
| 9  | Метрогородок        | Метрогородок                        | 2757        | ↗40 122                         | 1455.28                                         | 547                                           |
| 10 | Новогиреево         | Новогиреево                         | 446         | ↘99 348                         | 22275.34                                        | 1585                                          |
| 11 | Новокосино          | Новокосино                          | 360         | ↗107 461                        | 29850.28                                        | 1682                                          |
| 12 | Перово              | Перово                              | 973         | ↘134 308                        | 13803.49                                        | 1413                                          |
| 13 | Преображенское      | Преображенское                      | 562         | ↗87 933                         | 15646.44                                        | 1400                                          |
| 14 | Северное Измайлово  | Северное Измайлово                  | 420         | ↘84 957                         | 20227.86                                        | 1631                                          |
| 15 | Соколиная гора      | Соколиная гора                      | 784         | ↘92 805                         | 11837.37                                        | 1504                                          |
| 16 | Сокольники          | Сокольники                          | 1028        | ↗60 396                         | 5875.1                                          | 1243                                          |

## Достопримечательности
На территории округа расположены большие лесные массивы — часть территории национального парка «Лосиный остров», Измайловский и Сокольнический парки, а также старинные архитектурные ансамбли петровских времен — усадьбы «Кусково» и «Измайлово», церкви XVI—XVII веков (это храмы Успения Пресвятой Богородицы в Вешняках, Рождества Иоанна Предтечи в Ивановском, Церковь Ильи Пророка в Черкизове, Храм Димитрия Солунского на Благуше, Рождества Христова и Покрова Пресвятой Богородицы в «Измайлово», Зосимы и Савватия Соловецких в Гольянове, Воскресения Христова в Сокольниках, памятник К. К. Рокоссовскому в Богородском, стоящий на одноимённом бульваре.
На территории округа находится историческое старообрядческое Преображенское кладбище.
В Восточном округе находится комплекс спортивных сооружений — стадионы «Локомотив», «Луч», «Крылья Советов», «Олимп», «Авангард», «Спартаковец», легкоатлетический Центр братьев Знаменских, Центр водного спорта, Дворец спорта в Сокольниках и другие. Функционирует туристско-гостиничный комплекс «Измайлово», на базе которого во время проведения Всемирных юношеских игр 1998 года была оборудована малая Олимпийская деревня.
У станции метро «Партизанская» располагается Центр ремёсел «Русское подворье». Специфика — русские промыслы и советские раритеты.

## Религия

### Православные храмы
На территории округа имеется не менее 28 православных храмов, входящих в Рождественское и Воскресенское благочиния Московской городской епархии Русской православной церкви. Воскресенское благочиние объединяет храмы районов Сокольники, Преображенское, Богородское, Соколиная Гора, Метрогородок, Гольяново, Восточный; храмы других районов подчиняются Рождественскому благочинию. Так же идет строительство большого количества церквей, при которых в данный момент открыты временные действующие храмы.
- Храм Рождества Христова в Измайлове
- Храм Преподобных Зосимы и Савватия в Гольянове
- Храм Тихона Задонского в Сокольниках
- Церковь Спаса Всемилостивого в Кускове
- Храм Николая Чудотворца на Преображенском кладбище